# Saint-Vincent-de-Mercuze
Saint-Vincent-de-Mercuze település Franciaországban, Isère megyében. Lakosainak száma 1520 fő (2022. január 1.). Saint-Vincent-de-Mercuze Sainte-Marie-du-Mont, Le Cheylas, La Flachère, Goncelin, Sainte-Marie-d’Alloix és Le Touvet községekkel határos.

## Népesség
A település népessége az elmúlt években az alábbi módon változott:
| Lakosok száma | 1476 | 1481 | 1547 | 1519 | 1512 | 1505 | 1495 | 1508 | 1520 |
|               | 2013 | 2015 | 2016 | 2017 | 2018 | 2019 | 2020 | 2021 | 2022 |